# Вільховець (Новоушицька селищна громада)

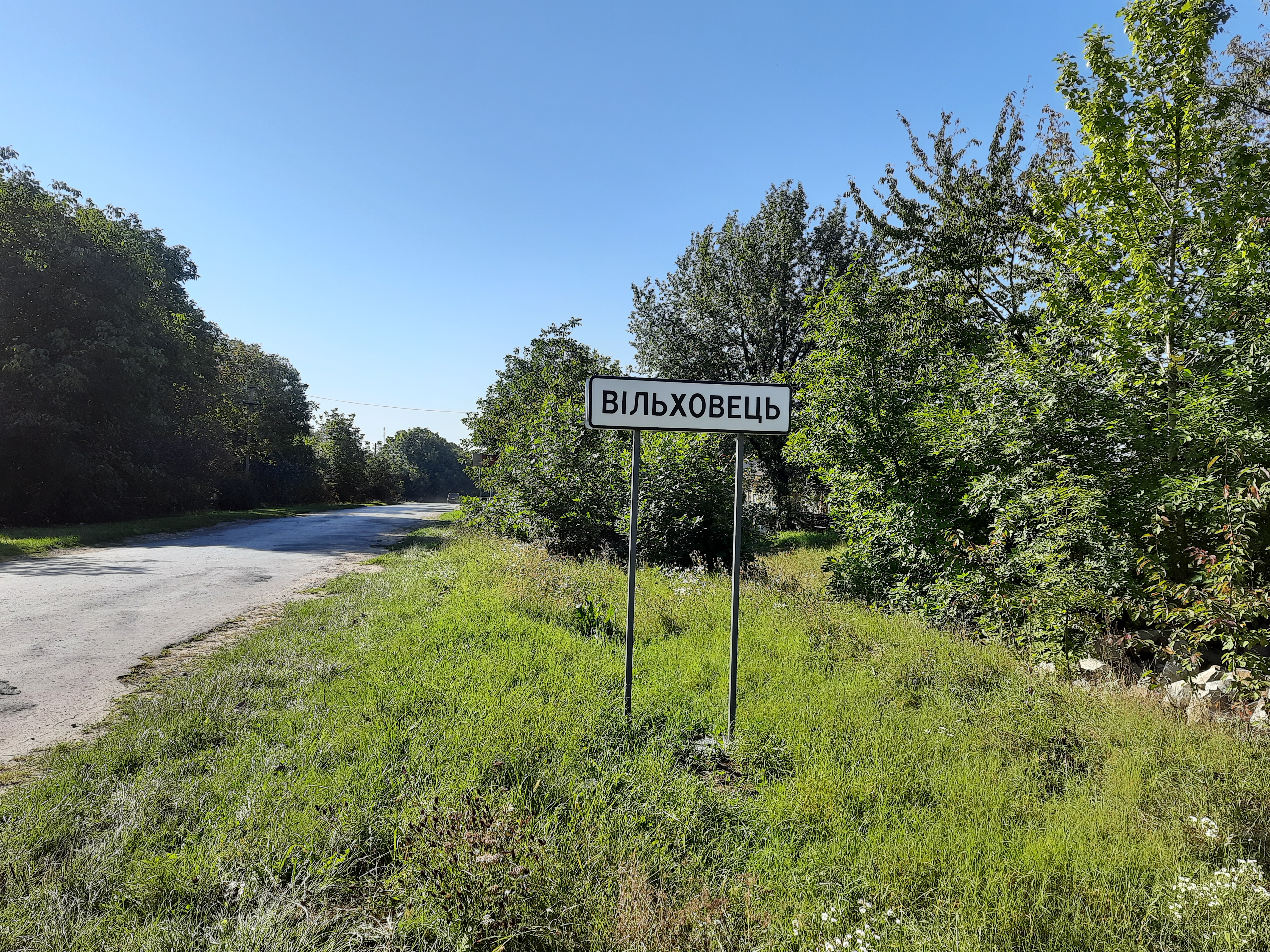
Дорожній знак при в'їзді в село

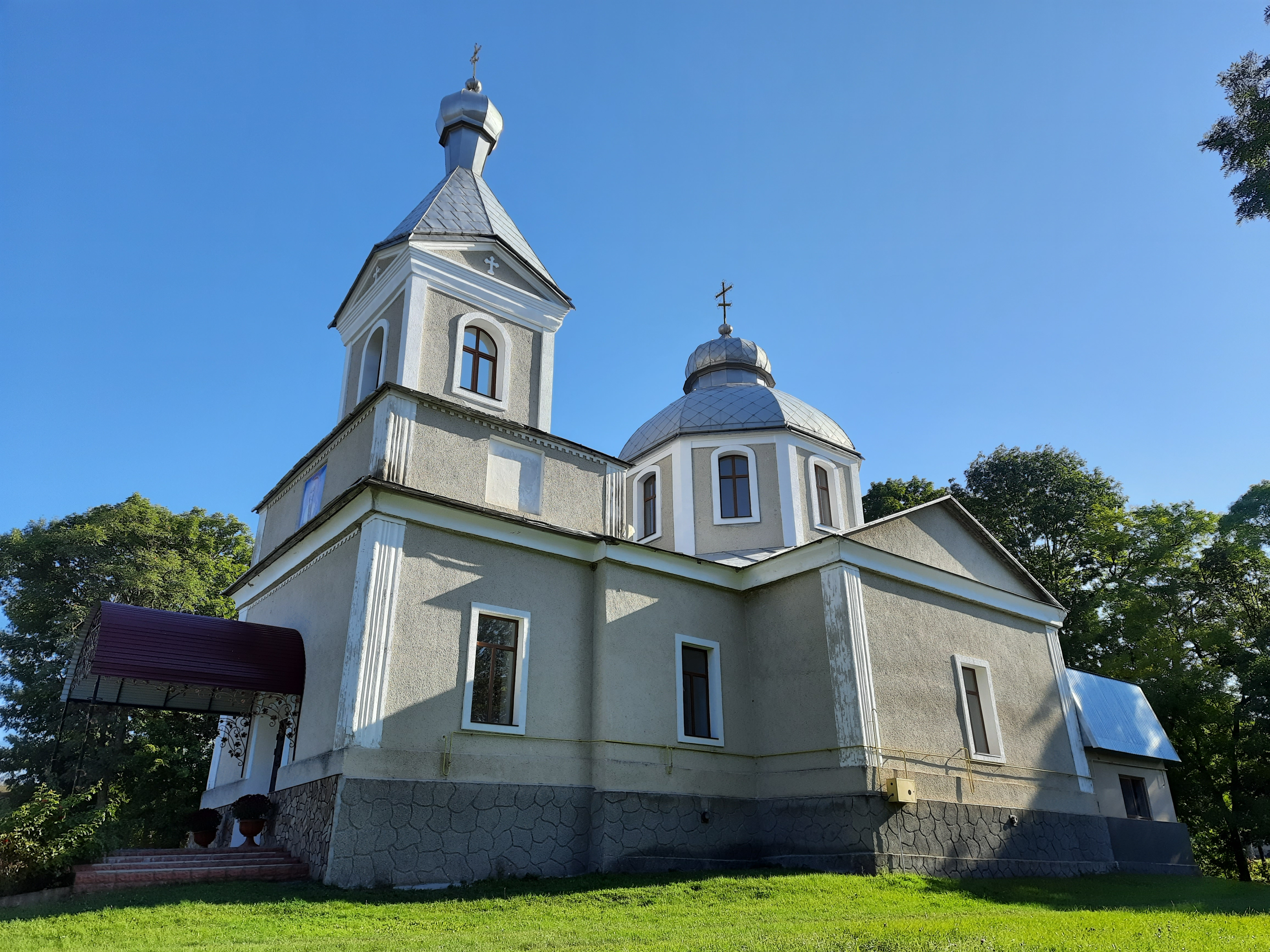
Церква Святої Параскеви

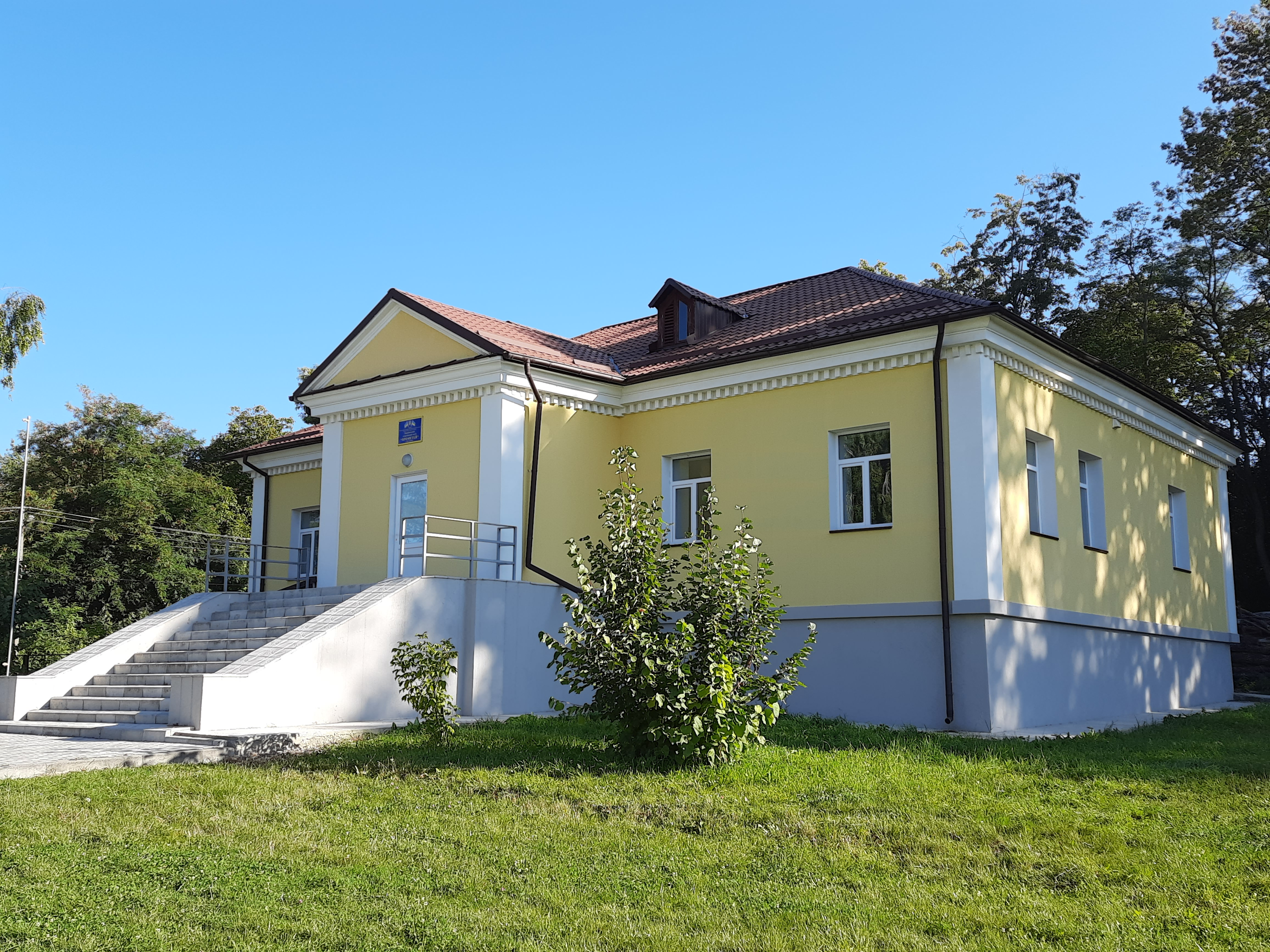
Будинок благочинного «Попів дім»

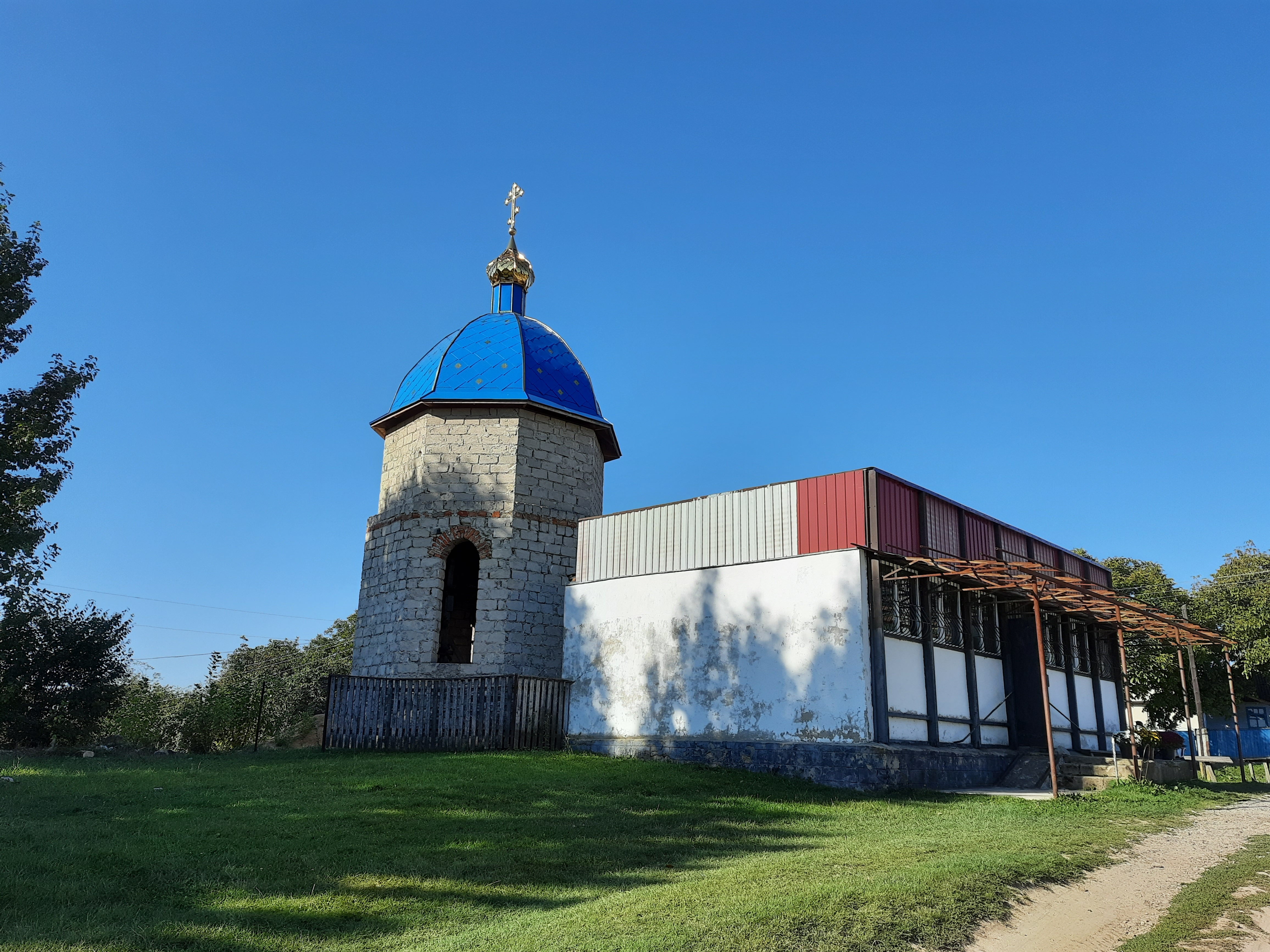
Капличка

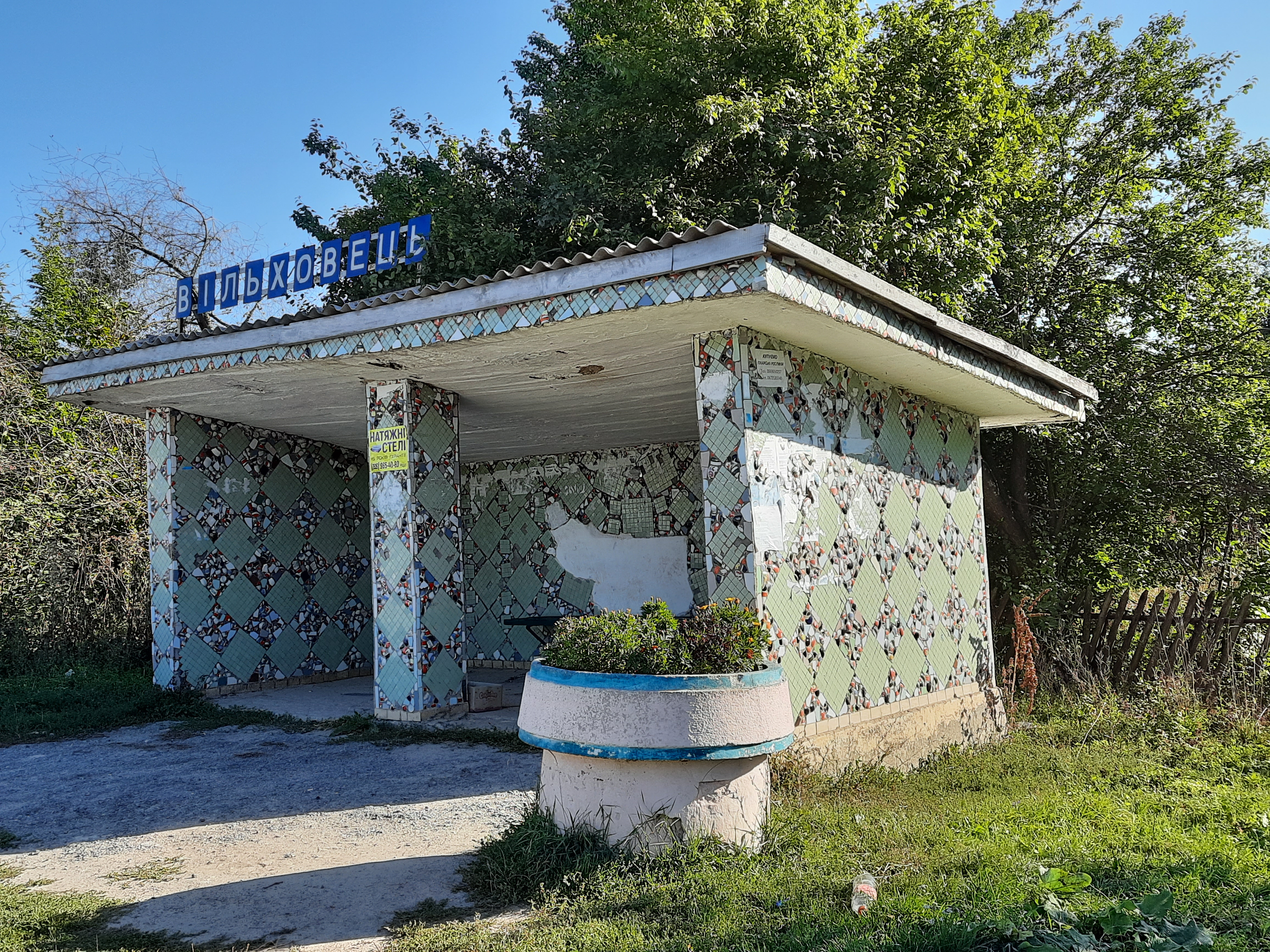
Автобусна зупинка

Вільхове́ць — село в Україні, у Новоушицькій селищній територіальній громаді Кам'янець-Подільського району Хмельницької області.

## Символіка

### Герб
Щит у золотій оправі, фон — блакитного кольору. У верхній частині, по кутах, зображено два жовтих сонця, що символізують дві релігійні громади села. Хрест — символ християнства, що сповідується на даний час. По середині щита зображена калина, а у нижній частині по ліву й праву сторони дві вербові гілки — символ Батьківщини. Навхрест зображено козацька шабля та гармата, як символ козацьких битв на території села.

### Прапор
Прямокутне полотнище складається з двох частин. Верхня частина прапора жовтого кольору, нижня — блакитного кольору із зображенням верби, калини та схрещеної щаблі з гарматою. Жовтий колір символізує могутність та багатство, блакитний — колір неба, вдосконалення духу, верба та калина — символ Батьківщини. Навхрест зображено козацька шабля та гармата, як символ козацьких битв на території села.

## Географія
Село розташоване при дорозі Струга — Рудківці за 88 кілометрів від Кам'янця-Подільського. Територією сільської ради протікає річка Вільхавка. Раніше у даній місцині росли вільхові ліси, від яких і бере початок назва селища. Межує з такими населеними пунктами: на півдні — Нова Гута, на сході — Маціорськ.
Околиці багаті на будівельний камінь, пісок, різні глини, ґрунти сприятливі для садівництва. На південний схід від села розташована ботанічна пам'ятка природи «Дуб звичайний».

## Історія
Перша згадка датується 16 жовтня 1403 року
У другій половині 17 століття козацька сотня вільховецького гарнізону на чолі з отаманом Гречкою нараховувала 220 козаків полку Євстафія (Остапа) Гоголя. А у грудні 1674 року король Ян ІІІ Собеський надав подільському полковнику Євстафію Гоголю привілей на володіння селом Вільховець. Ця королівська грамота цікава тим, що її копія була використана у 1784 року дідом видатного письменника, писарем військової канцелярії Опанасом Дем'яновичем Гоголем-Яновським, для підтвердження свого шляхетського (дворянського) походження. Щоправда, попанувати у Вільховці Остап Гоголь не встиг: після укладеного в жовтні 1676 р. миру Польща віддала Поділля Туреччині, а для козаків О.Гоголя відвела Димерське староство на Київщині.
За Речі Посполитої село Вільховець становило королівське майнове держання. Воно було центром Вільховецького староства (Sstwo Olchowickie) та перебувало у власності роду Потоцьких, пізніше генерала Джєшкова. На той час це було багате містечко, прибутковість якого визначалася виробництвом поташу, скла (гутництво) та розробкою селітряних бурт.
До адміністративної реформи 19 липня 2020 року село належало до Новоушицького району.

### Часи Голодомору в селі
Офіційні джерела (тогочасні РАЦС) не завжди реєстрували правдиву кількість померлих від голоду, бо було заборонено вказувати, що людина померла голодною смертю. За даними різних джерел у селі в 1932—1933 роках загинуло близько 96 жителів села. На сьогодні встановлено імена 66 осіб. Мартиролог укладений на підставі даних Книг актів реєстрації цивільного стану та поіменних списків жертв Голодомору 1932—1933 років, складених Вільховецькою сільською радою (хоча й звіритися з конкретними документальними свідченнями стає майже неможливо, оскільки не всі вони дійшли до наших днів, у силу різних обставин). Поіменні списки зберігаються в Державному архіві Хмельницької області.
Кількість померлих і їхні особисті дані не є остаточними, оскільки не всі дані збереглися і не все заносилося до книг обліку тому є ймовірність, того, що мартиролог Голодомору в селі буде розширений Наразі, згідно попередніх списків уже можна дійти висновків: що серед померлих селян більшість були селянами-односібниками, які не працювали в артілі чи колгоспі, і це є підтвердженням навмисних дій тодішньої влади — на знищення українського незалежного селянства.

## Населення
Населення становить 1265 осіб на 2015 рік (з 664 дворів).

## Пам'ятки історико-культурного значення
Церква св. Параскеви: греко-католицька церква була тут ще у 1714 р. Спочатку храм св. Параскеви був дерев'яним триверхим, але у 1840 р. його розібрали. Нова кам'яна одноверха церква збудована у 1840—1844 рр. біля старого місця. Шанована ікона Матері Божої, привезена з Афона у 1889 р.
Також на території поселення відомі сліди перебування черняхівської культури ІІ—IV ст..

## Релігія
Селі функціонує:
- Каплиця Матері Божої Неустанної Допомоги (1998, РКЦ)

## Відомі люди

### Уродженці
- Балуховський Микола Пилипович (1899—1977) — український радянський геолог-нафтовик, тектоніст, доктор геолого-мінералогічних наук, першовідкривач Шебелинського газоконденсатного родовища.
- Бацура Федір Степанович (1913—1982) — український педагог, заслужений вчитель Української РСР.
- Бацура Олександр Федорович (нар. 1950) — кандидат біологічних наук, працював на державній службі в Чернівецькій облдежадміністрації. Обирався керівником районних та обласних структур політичних партій та громадських організацій, депутатом районної ради в місті Чернівці. Автор наукових робіт в галузях біології та сільського господарства, а також літературно-художніх видань, присвячених рідному селу Вільховець.
- Венгржановський Юлій Казимирович (1880 — ?) — безпартійний, кочегар котельні силікатного заводу. Заарештований у 1938 році звинуваченню антирадянська агітації.[12]